# Senecio alvarezensis
Senecio alvarezensis là một loài thực vật có hoa trong họ Cúc. Loài này được Greenm. miêu tả khoa học đầu tiên năm 1912.